# 피아노 협주곡 (슈만)

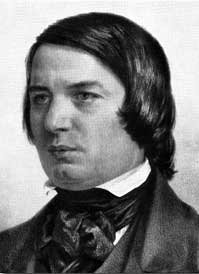

피아노 협주곡 가단조, Op. 54는 독일 낭만주의 작곡가 로베르트 슈만 이 1845년에 완성한 피아노 협주곡이다. 완전하게는1845년 12월 4일 드레스덴에서 초연되었다. 가장 널리 연주되고 녹음된 낭만주의 피아노 협주곡 중 하나이다.

## 역사
슈만은 여러 피아노 협주곡을 이전에 작업한 바가 있다. 이 작업 중 어느 것도 완료되지 않았다.
1833년 1월 10일에 슈만은 피아노 협주곡 A단조를 작곡할 생각을 처음으로 표현했다. 프리드리히 비크에게 보낸 편지에서 그는 "피아노 협주곡은 C장조나 A단조여야 한다고 생각합니다."라고 썼다. 1841년 5월 17-20일, 슈만이 쓴 피아노와 오케스트라를 위한 환상곡을 썼다. 슈만은 이 1악장을 출판사에 팔려고 했지만 실패했다. 1841년 8월과 1843년 1월에 슈만은 이 작품을 수정했지만 성공하지 못했다. 뛰어난 피아니스트인 그의 아내 클라라는 그에게 이 곡을 피아노 협주곡으로 확장할 것을 촉구했다. 1845년 그는 작품을 완성하기 위해 Intermezzo 와 Allegro vivace를 추가했다. 이것은 슈만이 완성한 유일한 피아노 협주곡으로 남았다.

## 수단
협주곡은 플루트 2 개, 오보에 2 개, 클라리넷 2개, 바순 2개, 호른 2개, 트럼펫 2개, 팀파니, 현악기 및 피아노 솔로로 구성된다. 이 악기로 슈만은 이 협주곡을 위해 낭만주의 음악의 일반적인 관현악을 선택했다.

## 구조
악보에 표시된 대로 이 작품은 세 가지 악장으로 구성되어 있다.
1. Allegro affettuoso (A minor)
2. Intermezzo: Andantino grazioso (F major)
3. Allegro vivace (A major)

이 마지막 두 악장( attacca subito ) 사이에는 중단이 없다. 협주곡의 길이는 해석에 따라 약 30분에서 35분 정도이다.